# Pongo och de 101 dalmatinerna
Pongo och de 101 dalmatinerna (engelska: One Hundred and One Dalmatians, i Finland på svenska: 100 hundar och 1 husse) är en animerad långfilm från 1961 som producerades av Walt Disney Productions. Den baserades på barnboken De hundra och en hundarna av Dodie Smith som publicerades första gången 1956. Smith hade själv dalmatiner, varav en hette Pongo. Smith fick inspirationen till boken när en nära vän till henne kommenterade att djuren hade vackra pälsar som skulle göra sig utmärkta som klädesplagg. Flera tekniska innovationer användes i filmen, bland annat xerografi som skar ner kostnaderna markant, då det innebar att animatörernas skisser kunde kopieras direkt. Vissa av animatörerna tyckte om den nya tekniken eftersom slutresultatet kom att ligga deras egna teckningar närmre, medan kritiker menade att känsligheten i teckningarna gick om intet.
Filmen var även den första Disneyfilmen som utspelade sig i modern tid och avvek även från den vanliga Disneyformeln när det gällde sånger; i hela filmen finns enbart tre sånger, till skillnad från de tidigare Disneyfilmerna som varit musikaler. Disney har senare gjort en uppföljare till filmen, samt en spelfilmsversion av berättelsen.

## Handling

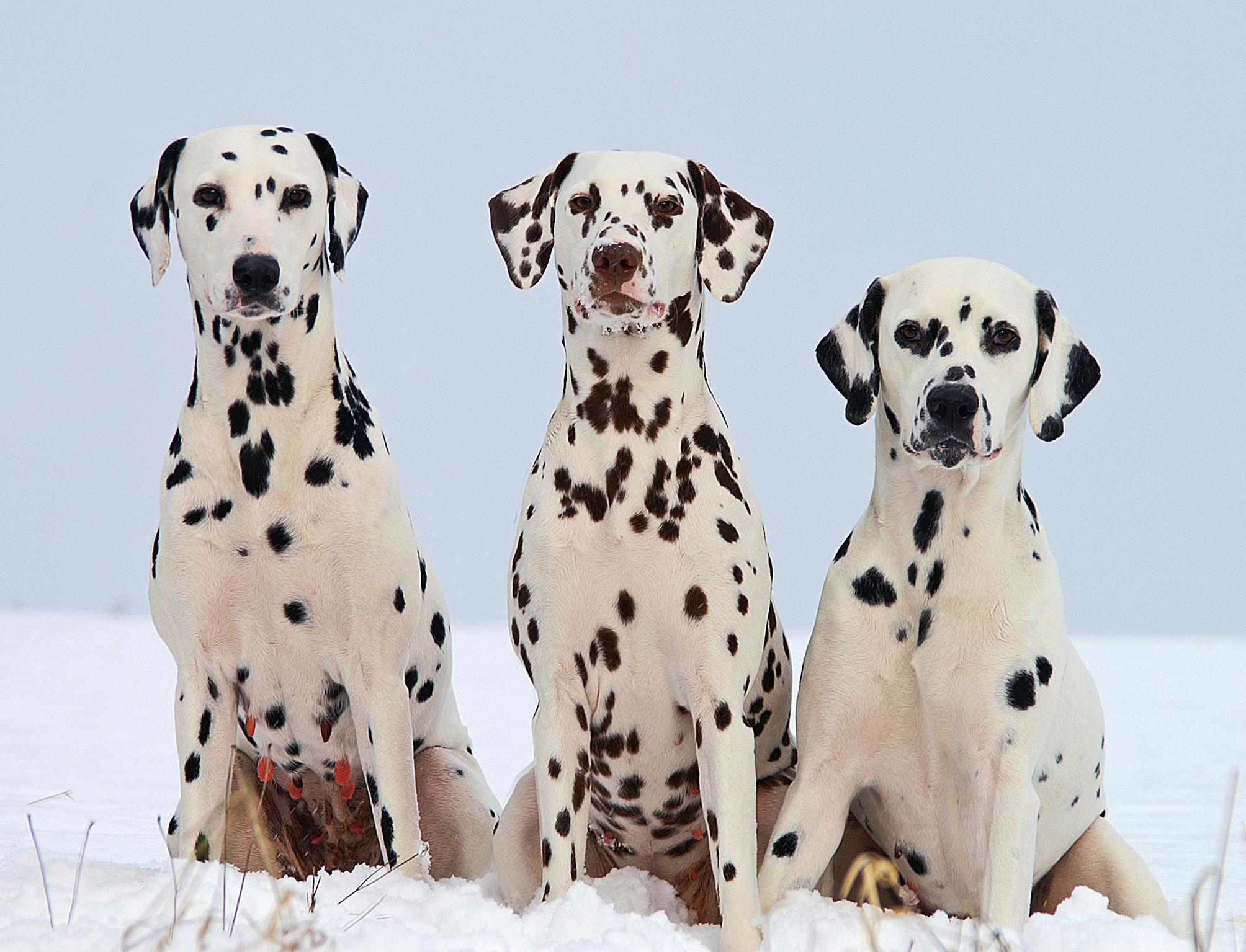
Dalmatiner, vars fläckiga päls Cruella De Vil vill göra pälskappor av.

Pongo är en dalmatiner som lever ett ungkarlsliv i London tillsammans med sin ägare Roger Radcliffe, en kompositör. Ungkarlslivet tråkar ut Pongo och han bestämmer sig för att hitta en fru till Roger samt en tik åt sig själv. När han tittar ut genom fönstret för att hitta en passande kvinna med hund ser han det perfekta paret, Anita och hennes dalmatiner Perdita. Pongo lurar ut Roger ur lägenheten för att få tag i Anita och Perdita innan de hunnit försvinna och hittar dem vid en damm inne i Regent's Park. Efter en olycka då båda människorna faller ner i dammen löser sig alla Pongos problem och såväl Roger och Anita som Pongo och Perdita gifter sig.
Senare får Pongo och Perdita 15 valpar och Anitas gamla skolkamrat Cruella de Vil erbjuder sig snabbt att köpa alla. Roger vägrar sälja valparna och när han och Anita är ute på promenad med Pongo och Perdita blir valparna kidnappade av Hjalle och Jeppe, Cruellas underhuggare. Scotland Yard har inga ledtrådar, vilket tvingar Pongo och Perdita att använda skymningsskallet, ett sätt för hundar att få ut nyheter i cirkulation i hela England.
Översten (en old english sheepdog) tar emot skymningsskallet genom Kapten (en häst) och Sergeant Rapp (en katt). Sergeant Rapp skickas till Häxeberg (de Vils ställe) av Översten efter att han rapporterat att han hört valpar inne i huset. Där hittar Rapp närapå hundra valpar och får reda på att Cruella köpt eller kidnappat alla valparna för att göra pälsar av dem. Cruella kommer till huset och beordrar Hjalle och Jeppe att döda och flå valparna samma kväll, vilket leder till att Rapp försöker rädda valparna. Hjalle och Jeppe upptäcker detta men hinner inte döda valparna då Pongo och Perdita kommer till deras undsättning. Medan de två slåss mot Hjalle och Jeppe leder Översten och Rapp bort valparna från huset.
Efter att ha återförenats med sina egna valpar upptäcker Pongo och Perdita de övriga 84 valparna och även Cruellas planer för dem. De bestämmer sig för att adoptera alla de andra valparna och påbörjar sin vandring tillbaka till London, med hjälp av flera andra djur på vägen. Cruella och Hjalle och Jeppe följer dem hack i häl fram till Dinsford där hundarna får reda på att de kan få skjuts tillbaka till London i en flyttbil. För att undkomma Cruella rullar hundarna sig i sot för att föreställa labradorer och lyckas gömma sig i flyttbilen. När de sista valparna ska ta sig till flyttbilen börjar snö droppa från hustaken och avslöjar hundarnas kamouflage. Cruella jagar flyttbilen och försöker preja ner den från vägen men kolliderar med Hjalle och Jeppe som följt efter i sin egen bil. Båda bilarna åker ner i en ravin och Cruella skriker ut sin frustration medan flyttbilen fortsätter sin färd till London.
I London försöker Roger och Anita fira julafton och Rogers första stora hit (en sång om Cruella), men har svårt att hitta stämningen utan sina hundar. Plötsligt hörs hundskall utanför och när deras hembiträde öppnar dörren fylls huset av hundar. När de torkar bort sotet upptäcker Roger och Anita att deras hundar är tillbaka och bestämmer sig för att använda inkomsten från Rogers sång till ett stort hus på landet så att de kan behålla alla 101 dalmatinerna.

## Rollista (i urval)
| Figur          | Engelsk röst      | Svensk röst (1961)                                                                     | Svensk röst (1995)  |
| -------------- | ----------------- | -------------------------------------------------------------------------------------- | ------------------- |
| Pongo          | Rod Taylor        | Hans Lindgren                                                                          | Anders Öjebo        |
| Perdita        | Cate Bauer        | Birgitta Alm                                                                           | Jasmine Wigartz     |
| Cruella De Vil | Betty Lou Gerson  | Gaby Stenberg                                                                          | Mona Seilitz        |
| Roger          | Ben Wright (tal)  | Per Myrberg                                                                            | Ulf Källvik         |
| Roger          | Bill Lee (sång)   | Per Myrberg                                                                            | Ulf Källvik         |
| Anita          | Lisa Davis        | Kristina Adolphson                                                                     | Monica Forsberg     |
| Jeppe          | J. Pat O'Malley   | Nils Hallberg                                                                          | Hasse Andersson     |
| Hjalle         | Frederick Worlock | Rune Halvarsson                                                                        | Michael Börstell    |
| Nanny          | Martha Wentworth  | Sif Ruud                                                                               | Birgitta Fernström  |
| Översten       | J. Pat O'Malley   | Olof Thunberg                                                                          | Bo Maniette         |
| Sergeant Rapp  | David Frankham    | Stig Grybe                                                                             | Ulf Peder Johansson |
| Dansken/Danny  | George Pelling    | Sven Holmberg                                                                          | Jan Koldenius       |
| Kapten         | Thurl Ravenscroft | Sven Holmberg                                                                          | Bo Maniette         |
| Labrador       | Ramsay Hill       | Sven Holmberg                                                                          | Bertil Engh         |
| TV-hallåman    | Ramsay Hill       | Olle Björklund                                                                         | Ingemar Carlehed    |
| TV-frågeledare | Tom Conway        | Berndt Friberg                                                                         |                     |
| Övriga röster  |                   | Sven Holmberg Ullacarin Rydén Gösta Prüzelius Carin Swensson Lena Ewert Mona Andersson |                     |

## Animatörer (i urval)
| - Marc Davis - Ollie Johnston - Milt Kahl - Eric Larson - John Lounsbery - Frank Thomas | - Hal Ambro - Ted Berman - Les Clark - Eric Cleworth - Blaine Gibson - Bill Keil - Hal King - Dick N. Lucas - Don Lusk - Cliff Nordberg | - Amby Paliwoda - John Sibley - Art Stevens - Julius Svendsen - Al Dempster - Ralph Hulett - Bill Layne - Anthony Rizzo |

## Övriga medverkande (i urval)
- Grafisk formgivning och produktionsdesign: Ken Anderson
- Klippning: Roy M. Brewer Jr., Donald Halliday
- Färg: Walt Peregoy
- Figurstyling: Tom Oreb, Bill Peet
- Orkesterarrangemang: Franklyn Marks
- Musikredigering: Evelyn Kennedy

## Produktionen
1950-talet hade varit ett framgångsrikt årtionde för Disneystudion, som under perioden hade öppnat Disneyland och startat sitt eget tv-bolag. Walt kunde därför inte lägga all sin uppmärksamhet på de animerade långfilmerna längre, och överlämnade en stor del av storyboardansvaret till Bill Peet. Peet hade kommit till Disney 1937 och fått arbete som mellantecknare, men hade successivt arbetat sig uppåt. Han hade fått sin första chans att arbeta med bildmanus under produktionen av Dumbo och var efter det involverad i bildmanusarbetet i de flesta av de animerade långfilmerna. Peet ändrade delar av handlingen från boken för att fokusera mer på Pongo och Perdita för att få ett mer samlat intryck. Resultatet blev så bra att Dodie Smith ska ha skrivit brev till honom och sagt att han förbättrat hennes berättelse.

## The Nine Old Men och deras bidrag

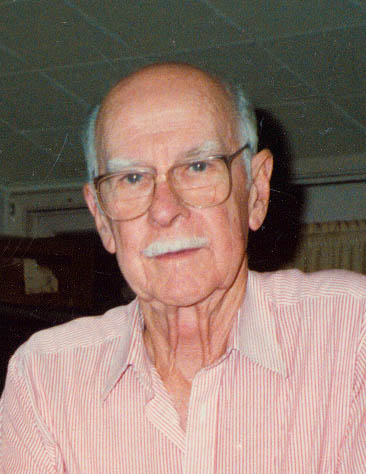
Ollie Johnston hade i huvudsaklig uppgift att animera hundarna.

Flera av dem som ingick i Disneys Nine Old Men arbetade på Pongo, däribland Wolfgang Reitherman som även stod för regi för scenen med ”skymningsskallet”. Reitherman använde sig gärna av gammalt material och därför är flera av hundarna i Lady och Lufsen med i skymningsskallet, varav den förste är terriern Jock. Under de första sekunderna av scenen har originalteckningarna från Lady och Lufsen använts, innan bilden återgår till den hårdare tecknarstilen som användes i Pongo. Senare syns Peg och bulldoggen från hundfångaren i ett fönster till en djuraffär och precis innan scenen slutar dyker Lady upp i ett hörn. Reitherman skulle fortsätta med att återanvända material, bland annat när han använde dans- och musikscener från Snövit och de sju dvärgarna, Djungelboken och Aristocats i musiknumret "En låtsaskung av England" i Robin Hood.
Frank Thomas och Ollie Johnston fick i uppgift att animera hundarna. Medan Thomas gjorde scenen där en av valparna verkar vara dödfödd och Roger återupplivar den, gjorde Johnston scenen där Perdita ligger under spisen. Johnston har själv berättat att den scenen antagligen blev så bra just för att hon låg under en spis; det gav figuren så lite utrymme att röra sig på att den känslomässiga inverkan blev mycket större.
Figuren Anita hade från början blivit tilldelad en annan animatör, men när Walt inte tyckte att hon var tillräckligt bra gav han Milt Kahl uppgiften att göra om henne. Kahl var även huvudansvarig för Roger och var tvungen att hålla sina figurer så realistiska som möjligt. Enligt honom själv kunde man överdriva djurens ansiktsuttryck och beteende eftersom de gjorde saker i filmen som publiken visste att de inte kunde göra i verkligheten, medan det inte gick att göra samma sak med människorna i filmen. Anitas engelska röstskådespelare Lisa Davis har sagt att hon tror att Anitas design är baserad på hennes utseende, med hänvisning till fotografier på henne från den tiden. Eftersom de flesta scenerna i filmen först spelades in med skådespelare innan de animerades tror Davis också att Kahl lånat uttryck från henne, då hon känner igen mycket av sig själv i Anita. Enligt Brad Bird är Roger och Anita det första paret i en Disneyfilm som är fysiska med varandra och flirtar med varandra.
Marc Davis fick i uppgift att designa Cruella de Vil, vilket Milt Kahl gärna hade velat göra (han skulle få chansen att göra sin egen galna kvinnliga skurk med Medusa i Bernard och Bianca). Davis ansåg att det var ett av de roligaste uppdragen han någonsin hade haft på Disney, och det skulle visa sig bli den sista gången han animerade för en Disneyfilm. Han tyckte särskilt om att göra henne så överdriven som möjligt, vilket var skälet till att hon fick en cigaretthållare, och betonade därför det karikatyr-mässiga över henne. Många av Cruellas poser och gester, samt skämten, var förslag från Bill Peet men Davis hade även stor hjälp av hennes röstskådespelerska Betty Lou Gerson. Gerson hade tidigare lånat ut sin röst till berättaren i öppningsscenen av Askungen och gjorde dubbla roller i Pongo då hon utöver Cruella även gav röst till Mrs. Birdwell i "Brott lönar sig"-sekvensen. Mary Wickes fick uppdraget att agera ut Cruellas scener i de tagningar som filmades för att ge animatörerna inspiration, då Gerson inte såg ut som Cruella.

## Nedskärningar leder till nya upptäckter
På Disney fanns en hel avdelning som enbart arbetade med att färglägga de färdiga bilderna och måla i konturerna med bläck. När animatörens färdiga bild kom till avdelningen målades konturerna av med bläck på plastfilm som därefter vändes och färglades. Hela proceduren tog lång tid och var både arbetskrävande och dyrt, men hade använts till alla studions filmer fram till Pongo. Den senaste filmen (Törnrosa) hade kostat väldigt mycket pengar att göra men hade inte tjänat in lika stora summor på biograferna, vilket krävde nedskärningen på studion. Ett av de mest effektiva sätten att skära ned kostnaderna blev att använda xerografi.
Ub Iwerks hade arbetat med Walt Disney sedan 1922 när Walt hade börjat göra sina Laugh-O-Grams, och hade bland annat animerat Musse Pigg i kortfilmerna Musse Piggs luftfärd, Musse Pigg i vilda västern och Musse Pigg som Ångbåtskalle. Han hade löst flera tekniska problem åt Disney förut; han var den som uppfann multiplankameran som användes i Pinocchio för att skapa en känsla av djup. Iwerks hade fått idén om att använda xerografi efter att ha sett de nya kopiatorerna som fungerade på det sättet och utvecklade en särskild maskin för Disney. Maskinen tog upp tre rum och började användas till viss del i Törnrosa, dock enbart i scenen med draken mot filmens slut. För att få en bättre blick över hur en film med enbart xerox skulle se ut använde de sig av processen i kortfilmen Goliat II. Resultatet blev så bra att de bestämde sig för att gå vidare med det, vilket i sin tur ledde till att bläck- och färgavdelningen lades ner.
Flera av animatörerna, däribland Marc Davis, gladdes över den nya tekniken, eftersom det färdiga resultatet nu låg mycket närmare deras originalteckningar, medan andra menade att en del av känsligheten i teckningarna gick förlorad. Med den gamla bläckfärgen kunde konturer målas i olika färger, medan xerox enbart gav svarta, skarpa konturer. Med tiden skulle dock tekniken förfinas och kunna göra konturer i flera färger, innan datorer (som kunde använda hela färgskalan) skulle ta över arbetet helt. Den tidiga xerografin, som enbart gav svarta konturer, skulle dock visa sig vara lämplig för just den här filmen eftersom de svart-vita dalmatinerna var så många. Ken Anderson, som var ansvarig för produktionsdesignen, använde även xerografi till bakgrunderna för att få för- och bakgrunderna att smälta ihop bättre.
Även om animatörerna nu inte behövde få sina teckningar tolkade av dem som färglade och målade konturerna, var assisterande animatörer tvungna att sudda bort onödiga linjer från teckningarna. Enligt ryktet gick en lapp runt på Disneystudion som uppmanade assistenterna till att göra så rena teckningar som möjligt, eftersom alla linjer i teckningarna nu hamnade på duken. Dessa ändringar av originalteckningarna ska dock ha retat upp Milt Kahl så mycket att han sa åt sina assistenter att inte ändra något han hade tecknat. Till följd av detta syns vissa konstruktionslinjer i scener som animerats av Kahl.
Till filmen skapades en avdelning vars enda uppgift var att animera fläckarna på dalmatinerna. Det fanns särskilda regler för detta skulle se ut, varje valp skulle ha 32 fläckar medan Pongo skulle ha 76 och Perdita runt 69 stycken. Fläckar användes även till presentationen av de som arbetat på filmen under öppningssekvensen, där namnen på animatörerna står i stora fläckar, röken från en lastpråm bildar fläckar och under presentationen av de som stått för musiken bildar fläckarna noter på ett partitur.

### Xerografi som hjälpmedel

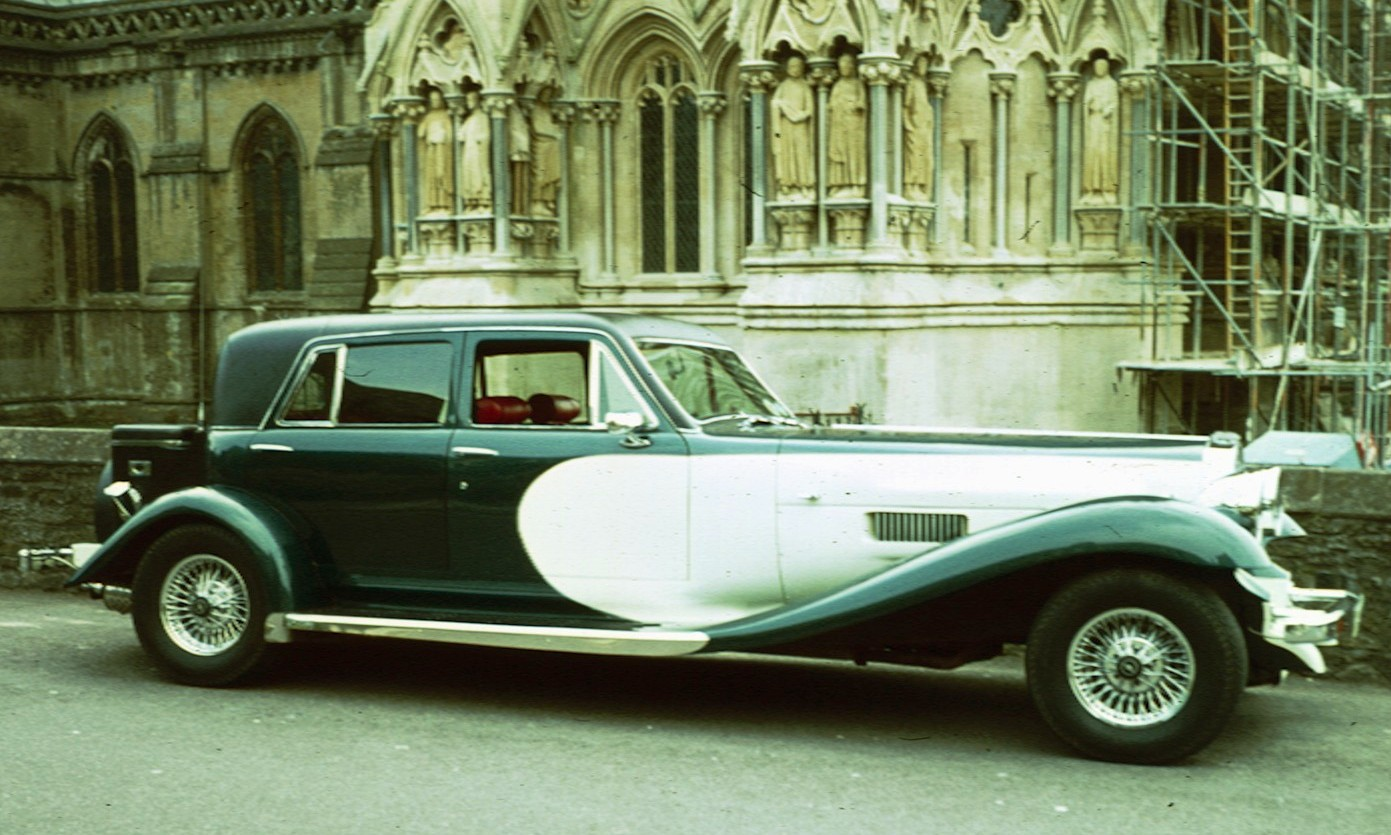
En Panther De Ville, den typ av bil som Cruella de Vil kör och som tillverkades i kartong för att hjälpa animatörerna

Introduktionen av xerografi i animation skulle också komma till nytta när det gällde att animera bilarna i filmen. Ub Iwerks hade en idé om att det lika gärna skulle gå att kopiera svarta linjer på en modell som på ett papper, och därför byggdes modeller av bilarna i kartong med svarta linjer målade på utsidan. Modellen ställdes därefter på ett underlag som bestod av en tygduk på träbitar och ett snöre sattes fast i bilens framkant. När någon drog i snöret färdades modellen över underlaget, och på så sätt återskapades en riktig bils rörelse.
Vissa scener där modellen användes blev så bra i xerox att de användes direkt och färglades. Två sådana scener är scenen där Cruella de Vils bil blir påkörd och välter över vägen, samt scenen där Cruella kör upp från en ravin genom snö. Den sistnämnda scenen gjordes genom att dra modellen för en uppförsbacke som hade fyllts med sand och filmades i slow-motion.

## Design och formgivning
Pongo och de 101 dalmatinerna var den första av Disneys animerade långfilmer som utspelade sig i modern tid, vilket bland annat tog sig uttryck i att Cruella De Vil röker cigaretter och att figurerna tittar på tv. I öppningsscenen tittar Pongo på ett nummer av tidningen Lilliput som var ett av 1950- och 1960-talens största magasin om konst och design och flikades in som en ledtråd om designvalen för filmen.
För att skapa en mer modern och karikatyrisk framtoning gick animatören Ernie Nordli igenom alla bakgrunder och ändrade vissa detaljer så att de blev asymmetriska samt förstorade andra detaljer. Ken Anderson arbetade också nära konstnären Walt Peregoy som blev färgstylist för filmen. Peregoy använde sig av klumpar av färg för att gestalta en möbel, varefter konturerna av möbeln lades ovanpå färgklumpen. Walt Disney uppskattade dock inte det mer moderna och abstrakta utseendet och förlät inte Anderson för designvalen förrän en kort tid innan sin död.

## Musik
Enligt Will Finn är Pongo den första Disneyfilmen som inte är någon egentlig musikal, trots att Roger är musiker (vilket enligt Finn borde ha varit en ursäkt till att ha många sånger med i filmen). I filmen finns bara tre sånger, skrivna av Mel Leven, varav en är en reklamjingel som bara pågår i några sekunder medan hundarna tittar på tv ("Kanine Krunchies smakar bäst"). Med "Kanine Krunchies" ville Leven efterlikna dåtidens populära reklamlåtar, och försökte göra den så fånig som möjligt.
En låt för filmens skurk fanns i tankarna hela tiden, men det första utkastet av "Cruella de Vil" ratades för såväl ny musik som text. Bluestempot som skulle komma att användas för den nya versionen hittade Leven på en dag när han körde till jobbet. Även ursprungstexten till "En kennel för små dalmatiner" kom att bytas ut.
Leven skrev ytterligare två sånger för filmen: "Cheerio, Good-Bye, Toodle-oo, Hip Hip!" och "Don’t Buy a Parrot from a Sailor", men ingen av dessa användes. Buddy Baker och Tom Adair skrev en sång till filmen (som skulle äga rum efter biljakten när dalmatinerna är säkra på att de kommer att komma hem) som hette "March of the One Hundred and One", men inte heller den skulle komma att användas i filmen.
George Bruns stod för instrumentalmusiken, som också speglade filmens moderna framtoning. Istället för den traditionella bakgrundsmusiken med full orkester valde Bruns att ge ”Pongo” mer jazzaktig musik. Bakgrundsmusiken användes även för att framhäva animatörernas arbete; i scenen där Cruella inser att dalmatinerna sotat ner sig för att se ut som labradorer skrev Bruns musik som gestaltar ljudet av fallande vattendroppar.

### Sånger
| Originaltitel                            | Svensk titel                   |
| ---------------------------------------- | ------------------------------ |
| "Cruella De Vil"                         | "Cruella De Vil"               |
| "Kanine Krunchies"                       | "Kanine Krunchies smakar bäst" |
| "Dalmation Plantation"                   | "En kennel för små dalmatiner" |
| "Cheerio, Good-Bye, Toodle-oo, Hip Hip!" | Svenska titlar saknas          |
| "Don't Buy a Parrot from a Sailor"       | Svenska titlar saknas          |
| "March of the One Hundred and One"       | Svenska titlar saknas          |

"Cheerio, Good-Bye, Toodle-oo, Hip Hip!", "Don't Buy a Parrot from a Sailor" samt "March of the One Hundred and One" skrevs för filmen, men användes aldrig.

## Svenska premiärer
- 26 december 1961 – svensk biopremiär[16]
- 19 december 1970 – nypremiär[17]
- 8 december 1979 – nypremiär (under titeln Pongo och valptjuvarna), tillsammans med Min lilla åsna[18]
- 10 april 1987 – nypremiär (under titeln Pongo och valptjuvarna)[19]
- 17 mars 1995 – nypremiär (ny dubbning)
- 13 mars 1996 – köpvideopremiär
- 31 mars 2000 – DVD-premiär
- 12 mars 2008 – ny utgåva på DVD
- 15 januari 2014 - ny utgåva på DVD, samt första utgåvan på Bluray

Vid biopremiären censurerades filmen så att den blev barntillåten; den visades oklippt första gången i Sverige i samband med nydubbningen 1995.

## Kritik
| ”                                                                                                | Hundarna är så söta som de kan vara, och barnen, särskilt de yngre, borde älska dem, om - om de klarar av en kvinnlig skurk som får häxan i Snövit att te sig som Pollyanna. [...] Medan filmen rör sig mot ett galet, melodramatiskt jaktklimax stannar den kvar i en typisk Disney-ram av varm familjekärlek, människa och hund. [...] En av de mest tilldragande sakerna av allt är öppningen, mötet mellan det snälla unga London-paret och smekmånadskänslan över deras "fattiga men glada" kärleksnäste med Pongo, hans maka och deras söta, prickiga valpar. [...] Den mest originella scenen är dock ren, icke-häpnadsväckande Disney - när Pongo och hans maka skäller ut en SOS-kod om nyheter om deras stulna valpar, som ekar från London till hedarna [...] Även med en kvinnlig Lucifer fast besluten [att få tag på] deras pälsar är de där dalmatinerna en vänlig kull värda att känna. | „ |
| – Howard Thompson, New York Times, 11 februari 1961, recension av Pongo och de 101 dalmatinerna. | |   |

| ”                                                                                           | Det här är inte en av de stora Disneyklassikerna - den är inte i samma liga som Snövit eller Pinocchio - men den är hjälpligt rolig och kommer att underhålla sin familjemålgrupp. [...] Vid tiden då filmen gjordes var den fulla animationens gyllene dagar redan över. Det var helt enkelt för dyrt att animera varje ruta för hand, som Disney gjorde under tidigare år, och datorhjälp låg fortfarande i framtiden. I en film som Pongo kan man se vissa kompromisser, som att förgrundsfigurerna är helt animerade medan bakgrunden är statiskt och ibland ser endimensionell ut. Den starka sidan ligger i rörelserna; djurfigurerna har en trevlig tredimensionell verklighet runt sig, som i en scen där en valp kryper under ett täcke och stoppar om sig själv. [...] Om det är en sak som är i absolut toppklass med filmen, är det Cruella [...] som åstadkommer nästan överdrivna effekter med sina plötsliga entréer och utgångar, följt av moln av gul cigarettrök. Hon är i en liga med den elaka styvmodern och de andra stora kvinnliga Disney-skurkarna, men resten av filmen är av vanlig standard. | „ |
| – Roger Ebert, Chicago Sun Times, 12 juli 1991, recension av Pongo och de 101 dalmatinerna. | |   |

## Uppföljare och andra versioner
1996 gjorde Disney en spelfilmsversion av berättelsen under titeln 101 dalmatiner med Glenn Close i rollen som Cruella. I filmen talade inga av hundarna och Rogers yrke ändrades till datorspelsutvecklare. Fyra år senare följdes filmen av en uppföljare, 102 dalmatiner.
Mellan 1997 och 1998 producerades en tecknad serie med namnet 101 dalmatiner, som har visats på svenska Disney Channel. I serien har Roger och Anita flyttat ut på landet med alla hundarna men bor olyckligtvis granne med Cruella de Vil, som fortsätter att sätta käppar i hjulet för hundarna och deras ägare.
2002 släpptes uppföljaren till den animerade långfilmen direkt till köpvideo och dvd. De 101 dalmatinerna II - Tuffs äventyr i London följer Pongo och Perditas son Tuff när han möter sin idol Dunderblixten och får jobbet som hans medhjälpare.

## Skillnader mellan boken och filmen
Pongo och de 101 dalmatinerna följer i stort sett romanen som den bygger på. Flera av figurerna i boken har dock tagits bort eller slagits ihop för att bilda nya figurer i filmen. I boken finns två barnskötare, Nanny Cook och Nanny Butler, som i filmen har slagits ihop för att bilda hemhjälpen Nanny. Filmens Perdita är också en sammanslagning av två figurer; Pongos fru Missis och den övergivna dalmatinern Perdita. I boken tar herr och fru Dearly (filmens Roger och Anita) hem Perdita för att agera fostermamma åt Pongo och Missis 15 valpar, då Missis inte har tillräckligt med mjölk åt alla 15. Mot slutet av boken introduceras dalmatinern Prins, som visar sig vara Perditas man; i filmen är den figuren helt borttagen. En annan ändring från boken till filmen är Rogers yrke, från matematiker i boken till kompositör i filmen.
När Cruella de Vil besöker makarna Dearly bjuder hon hem dem på middag. Hon är dessutom gift och ägare till en vit persisk katt. Inget av detta finns med i filmen. När hennes kumpaner Saul och Jasper Baddun (filmens Hjalle och Jeppe) kidnappar valparna är det hon som uppehåller Nanny Cook och Nanny Butler, vilket hon inte gör i filmen.
Pongo och hans fru ger sig av för att hitta sina valpar efter att ha fått nyheter genom skymningsskällandet, men deras färd är mycket mer detaljerad i boken. I boken är det även de som initierar fritagningen av valparna och befinner sig i rummet när Cruella beordrar bröderna Baddun att döda och flå valparna. I filmen har dessa uppgifter tagits över av Översten, Kapten och Sergeant Rapp, medan Pongo och Perdita anländer efter att Rapp påbörjat fritagningen.
Under resan hem måste de gömma sig för Cruella och rullar runt i sot för att efterlikna labradorer. Medan detta är det enda sättet för gruppen att ta sig till flyttbilen som ska köra hela vägen till London i filmen, används tricket i boken enbart för att kunna gå vidare till nästa stad. Väl där upptäcker de flyttbilen av en slump, och den efterföljande biljakten där Cruella jagar dem och försöker preja ner flyttbilen i en ravin finns bara i filmen.
När de väl är tillbaka i London springer de hem till herr och fru Dearly. I filmen gör hundarna det så fort de kommit till London, medan de i boken tar en avväg till Cruellas hus i London först. De gör detta när de möter Cruellas vita katt som vill hämnas eftersom Cruella avlivat flera av hennes kattungar. Hundarna hjälper till genom att sota ner alla hennes dyrbara pälsar.
Såväl i boken som i filmen bestämmer sig makarna Dearly att starta en kennel för dalmatiner. Där slutar filmen, medan det avslöjas i boken att de köper Helsikegården (filmens Häxeberg) för ändamålet, det vill säga det hus där valparna hölls instängda.